# Safrangelbes Sonnenröschen
Das Safrangelbe Sonnenröschen (Helianthemum croceum) ist eine Pflanzenart aus der Gattung der Sonnenröschen (Helianthemum) in der Familie der Zistrosengewächse (Cistaceae).

## Merkmale
Das Safrangelbe Sonnenröschen ist ein immergrüner Zwergstrauch, der Wuchshöhen von 5 bis 30 Zentimeter erreicht. Die Blätter sind etwas fleischig, fast kreisförmig bis linealisch und oberseits dicht sternhaarig. Sie messen 5 bis 20 × 2 bis 7 Millimeter. Die Kronblätter sind orangegelb, selten auch hellgelb oder weiß. Die Art ist sehr variabel in Bezug auf Wuchsform, Behaarung, Größe und Form der Blätter sowie Farbe der Blüten.
Blütezeit ist von Juni bis Juli.
Die Chromosomenzahl beträgt 2n = 20.

## Vorkommen
Das Safrangelbe Sonnenröschen kommt im westlichen Mittelmeergebiet auf Trockenrasen und Kalkfelsen in Höhenlagen von 500 bis 1750 Meter vor.

## Nutzung
Das Safrangelbe Sonnenröschen wird selten als Zierpflanze für Steingärten, Trockenmauern und Alpinhäuser genutzt.